# Cisterna d'Asti superiore
Pour les articles homonymes, voir Cisterna d'Asti et Cisterna d’Asti (DOC).
Le Cisterna d’Asti superiore est un vin rouge italien de la région Piémont doté d'une appellation DOC depuis le 17 juillet 2002. Seuls ont droit à la DOC les vins rouges récoltés à l'intérieur de l'aire de production définie par le décret. 
Le vin rouge du Cisterna d’Asti superiore répond à un cahier des charges plus exigeant que le Cisterna d'Asti, essentiellement en relation avec le titre alcoolique et/ ou le vieillissement.
Le décret préscrit un vieillissement obligatoire d’au moins 10 mois à compter du 1er novembre suivant la vendange, dont au moins un passage en fûts de chêne ou de châtaignier.

## Aire de production
Les vignobles autorisés se situent en province d'Asti dans les communes de Cisterna d'Asti, Antignano, Cantarana, Ferrere, San Damiano d'Asti et San Martino Alfieri ainsi que dans les communes de Canale, Castellinaldo, Govone, Montà, Monteu Roero, Vezza d'Alba et Santo Stefano Roero en province de Cuneo.

## Caractéristiques organoleptiques
- couleur : de rouge rubis intense à rouge grenat avec le vieillissement
- odeur : intense, délicat et caractéristique.
- saveur : sec, délicat et harmonieux.

Le Cisterna d’Asti superiore se déguste à une température de 14 à 16 °C et il se gardera 1 – 3 ans. 

## Production
Province, saison, volume en hectolitres :
- pas de données disponibles